# クリストファー・クラーソン
- クリストフェル・クラーソン
- クリストフェル・クラエソン

クリストファー＝オーガスト・サンドクイスト・クラーソン（Kristoffer-August Sundquist Klaesson, 2000年11月27日 - ）は、ノルウェー・オスロ出身のサッカー選手。ラクフ・チェンストホヴァ所属。ポジションはGK。

## クラブ経歴
2016年にヴォレレンガ・フォトバルのBチームに昇格し。以降は正GKとしてプレー。2018年シーズンにトップチームに昇格し、第2GKに定着。2019年6月30日のFKハウゲスン戦でエリテセリエン初先発を果たし、試合も4-1でプロ初勝利。以降正GKに定着し、翌2020年シーズンはリーグ戦29試合に先発。2021年シーズンも7月まで14試合に先発した。
2021年7月31日、リーズ・ユナイテッドFCと4年契約を締結したことが発表された。
2024年7月7日、ラクフ・チェンストホヴァに3年契約で移籍した。

## 代表経歴
2016年から、各ユース世代のノルウェー代表に随時招集。2019年にはUEFA U-19欧州選手権にも出場し、正GKを任された。更に2021年3月にはフル代表に初招集された。